# Janick Klausen
Janick Klausen (ur. 3 kwietnia 1993) – duński lekkoatleta specjalizujący się w skoku wzwyż.

## Osiągnięcia
- srebrny medal mistrzostw świata juniorów młodszych (Bressanone 2009)
- 2. miejsce w zawodach III ligi drużynowych mistrzostw Europy (Marsa 2010)
- 7. miejsce w finale halowych mistrzostw Europy (Paryż 2011)
- srebrny medal mistrzostw Europy juniorów (Tallinn 2011)
- 9. miejsce w finale młodzieżowych mistrzostw Europy (Tallinn 2015)
- wielokrotny mistrz Danii

## Rekordy życiowe
- skok wzwyż – 2,28 (2019) rekord Danii
- skok wzwyż (hala) – 2,27 (2011) rekord Danii